# Buinerveen
Buinerveen (52° 56′ N, 6° 53′ L) é uma cidade dos Países Baixos, na província de Drente. Buinerveen pertence ao município de Borger-Odoorn, e está situada a 18 km, a norte de Emmen.
A área de Buinerveen, que também inclui as partes periféricas da cidade, bem como a zona rural circundante, tem uma população estimada em 430 habitantes.